# Neohybos hallexus
Neohybos hallexus är en tvåvingeart som först beskrevs av Smith 1963.  Neohybos hallexus ingår i släktet Neohybos och familjen puckeldansflugor. Inga underarter finns listade i Catalogue of Life.